# Michael Siricius
Michael Siricius (né le 21 décembre 1628 à Lübeck, mort le 24 août 1685 à Güstrow) est un théologien protestant allemand.

## Biographie
Michael Siricius est le fils du pasteur du même nom, pasteur de l'église Sainte-Marie de Lübeck. Après le lycée Sainte-Catherine de Lübeck, il va un temps au Marienstiftsgymnasium à Stettin. En 1647, il étudie la théologie trois semestres à l'université d'Helmstedt, en 1648 à Leipzig, en 1649-1650 à l'université de Wittemberg et enfin en 1651 à Gießen. Il obtient son doctorat en 1652. En 1657, il devient professeur agrégé de théologie à Giessen, en 1658 prédicateur de l'église de la ville et professeur titulaire d'histoire de l'église. En 1659, il est nommé professeur ordinaire de théologie à l'Université de Gießen. Il refuse un appel à Stade en 1659.
En 1670, le duc Gustave-Adolphe de Mecklembourg-Güstrow le nomme au Conseil des affaires ecclésiales et spirituelles. En plus de ce poste, il devient professeur ordinaire de théologie à l'université de Rostock en 1675. En 1678, il devient un évaluateur luthérien strict du consistoire ducal et surintendant du district de l'église de Rostock, mais pas de la ville même.
En 1681, Michael Siricius est rappelé à Güstrow par Gustave-Adolphe tout en conservant son poste de professeur. Il est prédicateur de la cour à Güstrow, mais reste surintendant et évaluateur consistorial à Rostock. En 1684, il est chargé d'interroger le professeur de médecine Sebastian Werdenig sur son traité Nova medicina spirituum de 1673, où il décrit la Rose-Croix.
Michael Siricius a deux frères cadets Johann Siricius et Christoph Siricius.
Son ouvrage Ostensio Fundamentalis Abominationum Papatus, Circa Religiosum Creaturarum Cultum est mis à l’Index librorum prohibitorum le 6 juillet 1692.